# Maquisard

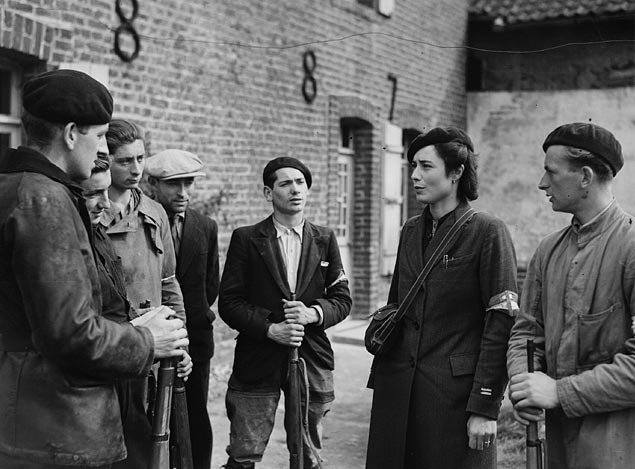
Membres del maquis francès a La Tresorerie, Wimille, França, el 14 de setembre de 1944

A França, els maquisards van ser ser membres del Maquís (resistència de tipus guerrilla rural —junt a la resistència francesa— contra l'ocupació alemanya durant la Segona Guerra Mundial). Van participar també a algunes grans operacions, com per exemple a l'Operació Overlord ajudant a pertorbar les comunicacions alemanyes.
Els maquisards eren també una via d'evasió pels que fugien des d'Alemanya i pels pilots britànics als quals havien abatut el seu avió. Especialment al sud i est de França aquests refugiats podien viure en clandestinitat gràcies a la bona voluntat dels habitants de les petites poblacions rurals i de masies aïllades, que els acollien i amagaven. La ideologia dels maquis era molt diversa, i abraçava tot l'espectre des del comunisme al nacionalisme de l'extrema dreta.
S'organitzaven en petites cèl·lules locals, com per exemple els "maquis de Riumas" o "els maquis de la Torreta". Algunes d'aquestes cèl·lules estaven compostes íntegrament per guerrillers espanyols que havien lluitat al bàndol republicà durant la Guerra Civil espanyola.

## Etimologia
"Maqui" és una paraula que prové de l'expressió en cors "machja", que significa “bosc atapeït” o “vegetació espessa” i que fa referència a una forma de vegetació típicament mediterrània. Aquest tipus de vegetació es diu màquia en català.
Més precisament, la paraula "maqui" ve d'una expressió corsa sencera, piglià a machja, que significa refugiar-se al bosc per a no caure en mans de les autoritats o, en cas d'una vendetta, de la màfia.

## Influència als Països Catalans
Per extensió, i atenent a aquest significat de resistència, el terme “maqui” designa també una persona pertanyent als grups armats que van operar en territori espanyol per oposar-se a la institucionalització del règim franquista.

## Símbols
Un símbol per a distingir-los era la boina basca. Le Chant des partisans es va crear per a un programa de ràdio de la BBC, després va esdevenir l'himne dels maquis francesos i posteriorment de tota la resistència francesa.

## Cultura popular
Charlotte Gray (2001) és una pel·lícula, basada en la novel·la del mateix nom de Sebastian Faulks, que narra la història d'una dona britànica entrenada per a ser maqui a la resistència francesa.

## Altre significat
El maquis també pot significar la resistència antifranquista espanyol, després de la fi de la Guerra Civil espanyola.